# Креспо (Энтре-Риос)
Креспо (исп. Crespo) — город и муниципалитет в департаменте Парана провинции Энтре-Риос (Аргентина).

## История
В конце XIX века, когда здесь прошла железная дорога, на землях, пожертвованных семьёй Креспо, была построена железнодорожная станция, получившая название в честь спонсоров. В районе станции начал расти посёлок, где селились переселенцы из Европы, в основном немцы из Поволжья и Украины. В 1922 году поселение получило статус городка (вилья), а в 1957 году был образован муниципалитет.

## Знаменитые уроженцы
- Габриэль Хайнце (род.1978) — футболист.